# Parafia Matki Bożej od Wykupu Niewolników w Okonku
Parafia pw. Matki Bożej od Wykupu Niewolników w Okonku – parafia należąca do dekanatu Jastrowie, diecezji koszalińsko-kołobrzeskiej, metropolii szczecińsko-kamieńskiej. Została utworzona w 1951 roku. Siedziba parafii mieści się przy ulicy Niepodległości.

## Miejsca kultu

### Kościół parafialny
Kościół pw. Matki Bożej od Wykupu Niewolników w Okonku – świątynia zbudowana w 1856, poświęcona w 1945. 

### Kościoły filialne i kaplice
- Kościół pw. św. Kazimierza w Brokęcinie
- Kościół pw. Wniebowstąpienia Pańskiego w Łomczewie
- Kościół pw. Krzyża Świętego w Podgajach